# San-X
Die San-X K.K. (japanisch サンエックス株式会社 San Ekkusu Kabushiki-gaisha) ist ein japanisches Schreibwarenunternehmen mit Sitz in Chiyoda, Präfektur Tokio.
Eines ihrer ersten Schreibwarenprodukte war 1978 CONCERTO.
San-X wurde im April 1932 als Privatunternehmen unter dem Namen Chida Handler gegründet. Der Name Chida Handler wurde im Mai 1973 in San-X geändert.
Es gibt auch Anime-Serien, Videospiele und Kinderbücher mit dem Charakteren.
Bekannt ist es auch außerhalb Japans durch seine Produkte, die sich auf das Kawaii-Segment der japanischen Kultur beziehen.
Am bekanntesten davon sind die Rilakkuma-Produkte. Diese haben einen Umsatz von über 360 Millionen US-Dollar.
Andere bekannte Figuren neben Rilakkuma sind Kogepan, Tarepanda, Sumikko Gurashi und Mamegoma.